# Altorientalische Forschungen
Altorientalische Forschungen ('ricerche sul Vicino Oriente antico'), abbreviata AoF, è una rivista scientifica accademica riguardante la storia, le lingue e l'archeologia del Vicino Oriente antico.

## Storia editoriale
La rivista nacque nel 1974 all'interno del mondo accademico della ex-Repubblica Democratica Tedesca. Inizialmente gli articoli erano incentrati sulla storia e sull'archeologia della Mesopotamia, successivamente il focus si è spostato principalmente in ambito antico Anatolico e antico Mediterraneo (Siria ed Egitto). A lungo è stata diretta da Volkert Haas in collegamento con Manfred Bietak, Helmut Frey Grazie, Karl Jansen, Horst Klengel, Jörg Klinger, John Renger e Werner Sundermann. L'attuale redazione ha sede presso l'Istituto di Assiriologia presso la Ludwig-Maximilians-Universität di Monaco e presso l'Istituto di Scienze Archeologiche dell'Università di Berna. Fin dall'inizio la rivista è stata pubblicata nella Akademie Verlag di Berlino; dal 2014 è pubblicata dalla casa editrice "de Gruyter". Vengono pubblicate annualmente due riviste che insieme formano un volume.